# Teodorico I de Alta Lotaringia
Teodorico I (c. 965 -muerto entre 11 de abril de 1026 y 12 de enero de 1027) fue conde de Bar y duque de Alta Lotaringia de 978 hasta su muerte. Era hijo y sucesor de Federico I de Bar y de Beatriz de Francia, hija de Hugo el Grande, conde de París, y hermana del rey de Francia Hugo Capeto.
Su madre fue regente del ducado hasta 987. En 985 se unió a los otros señores de Lorena, incluyendo a su primo Godofredo el Prisionero, para tratar de repeler la invasión del Rey Lotario de Francia, pero en Verdun, fue capturado.
Al igual que casi todos los duques de Lorena fue partidario incondicional de los emperadores otonianos del Sacro Imperio Romano Germánico. En 1011, ayudó al emperador  Enrique II en su guerra con Luxemburgo. Fue capturado por segunda vez en 1018 en un combate con Borgoña, pero se sobrepuso a Eudes II de Blois, también conde de Meaux, Chartres y Troyes (más adelante  Champagne). En 1019, asoció a su hijo,  Federico, para que gobernara con él. Se opuso brevemente al emperador Conrado II, el sucesor de Enrique, pero pronto se unió a sus seguidores.

## Familia
Se casó con  Riquilda, hija de Folmar III, conde de Bliesgau y Metz, en el año 985. Tuvieron los siguientes hijos:
- Federico, su sucesor;
- Adela (c990), casada con Walram I, conde de Arlon;
- Adalbero.

Posiblemente tuvo también una hija, Gisela, casada con Gerardo de Bouzonville, con quien tuvo un hijo, el duque Gerardo de Lorena.